# Eocursor
Eocursor foi um gênero de dinossauros que viveram durante o período Triássico na África do Sul.

## Descrição
Exemplares de Eocursor poderiam chegar até 1m de comprimento, e 35 cm de altura. É o ornitísquio mais antigo conhecido, mesmo que suas afinidades sejam desconhecidas.

## Etimologia
''Eos'', em grego, significa o amanhecer do dia, e se justifica pela espécie ser o primeiro ornitísquio. ''Cursor'', em latim, significa corredor, pois se pensa que os exemplares de Eocursor eram muito rápidos. ''Parvus'', em latim, significa pequeno.